# Charles-René de Bombelles
Charles-René de Bombelles (Versailles, 6 november 1785 - Versailles, 30 mei 1856) was een Franse graaf in Oostenrijkse militaire dienst, bekend om zijn huwelijk met Marie  Louise van Oostenrijk, weduwe van de Franse keizer Napoleon Bonaparte.

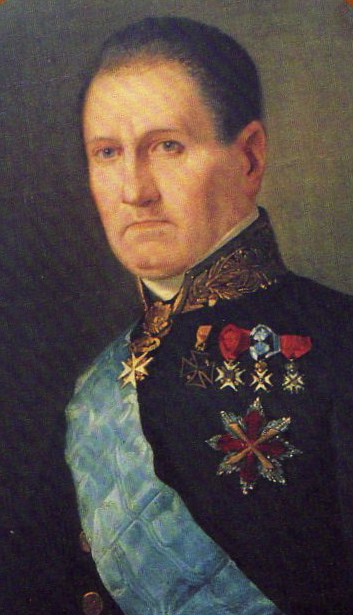
Graaf de Bombelles

## Versailles en de vlucht
Charles-René was de zoon van markies Marc-Marie de Bombelles, Frans ambassadeur, en van de berooide edeldame Marie-Angélique de Mackau, hofdame aan het koninklijk hof van Versailles. Zijn ouders waren allebei afkomstig van Lotharingen. Met de Franse Revolutie (1789) sloegen zijn ouders met de kinderen op de vlucht, eerst naar Zwitserland en dan naar het aartshertogdom Oostenrijk. Charles-René volgde een militaire opleiding bij de Oostenrijkse infanterie en werd kapitein. Hij huwde er met de uitgeweken Franse aristocrate, Caroline Sabine Victoire de Poulhariez de Saint André de Foucaud. Zij hadden twee kinderen, Louis en Marie. De broer van Charles-René, Louis-Philippe de Bombelles, was eveneens officier in het Oostenrijkse leger doch trad in diplomatieke dienst voor Oostenrijk.

## Restauratie
Na de val van Napoleon kwam het koppel Charles-René en Caroline terug naar Parijs, ten tijde van de Restauratie van de monarchie. Zijn vrouw overleed in 1819. Hij werkte voor het koninklijk hof van de Bourbons maar emigreerde opnieuw naar Oostenrijk met de Julirevolutie van 1830. Over zijn twee minderjarige kinderen is verder niets bekend.

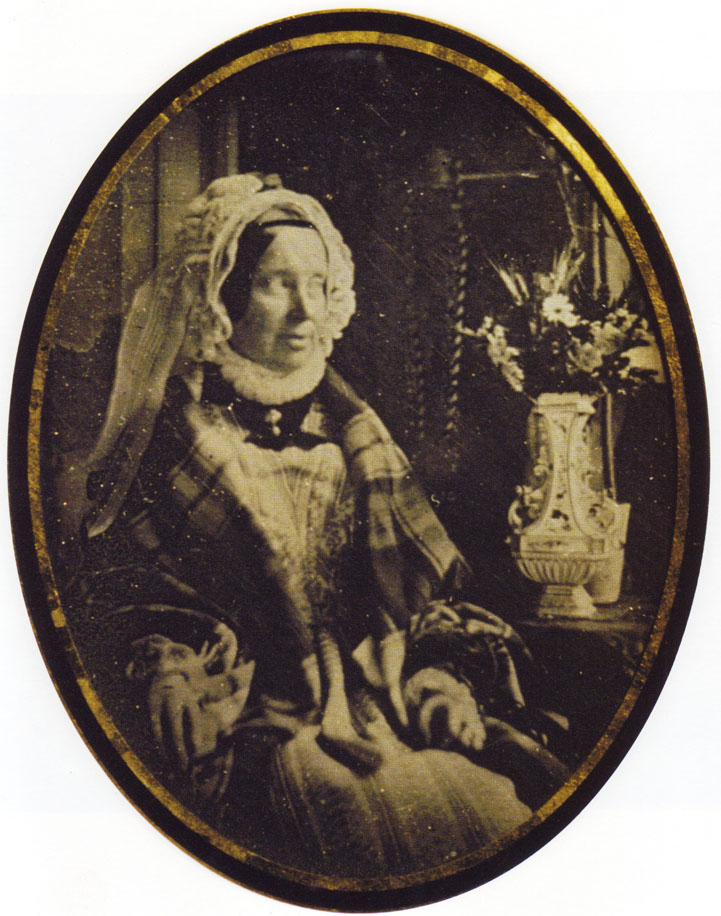
Marie Louise van Oostenrijk, hertogin van Parma en Piacenza, in 1847 voor haar dood

## Oostenrijkse hof
In Wenen stelde Charles-René zich in dienst van de hertog van Reichstadt, zoon van Napoleon Bonaparte en Marie Louise van Oostenrijk. In 1833 is Metternich, kanselier van Oostenrijk, op zoek naar een nieuwe (Oostenrijkse) staatssecretaris voor het hertogdom Parma en Piacenza. In dit hertogdom was Marie Louise regerende soeverein, onder Oostenrijks toezicht. Het hertogdom had net een revolte doorgemaakt in 1831, waarin Marie Louise had moeten schuilen in een Oostenrijkse kazerne. Bovendien hadden Oostenrijkse troepen de orde moeten herstellen en de Oostenrijkse troepen in Parma waren niet populair. De Oostenrijkse staatssecretaris baron Josef von Werklein was er verjaagd, ook door Marie Louise weggejaagd. Von Werkleins opvolger, baron Wenzel von Mareschall, kon ook al niet samenwerken met Marie Louise en keerde snel naar Wenen terug. 
In deze context aanvaardde Charles-René het staatssecretariaat van Parma en verliet Wenen.

## Parma
In Parma leidde Charles-René de staatszaken en hield vooral van de militaire aspecten. Hij werd er minister van Oorlog. Hertogin Marie Louise van Parma was in die tijd tweemaal weduwe: 1° van de verbannen Napoleon Bonaparte (overleden 1821) en 2° van haar morganatische echtgenoot Neipperg (overleden 1829). Charles-René huwde met hertogin Marie Louise in een morganatisch huwelijk (1834); dit betekende dat hun kinderen niet op de troon van Parma konden komen. Marie Louise zag in haar derde echtgenoot, Charles-René, de ernstige staatsman die ze nodig had in Parma. Zij overleed in Parma in 1847. Het hertogdom Parma keerde terug naar het huis Bourbon-Parma.

## Versailles
Charles-René verliet Parma. Hij werkte tijdelijk in Wenen bij de hofhouding van keizer Ferdinand I, de broer van Marie Louise. Uiteindelijk keerde hij terug naar Versailles, zijn geboorteplaats, waar hij stierf in 1856.
- Bibliothèque nationale de France: cb106494218 (data)
- Gemeinsame Normdatei: 136919480
- International Standard Name Identifier: 0000 0001 1302 2821
- Library of Congress Control Number: no2001029022
- Nederlandse Thesaurus van Auteursnamen: 073967602
- Virtual International Authority File: 24247117
- WorldCat: E39PBJwX6Dmh9kjghKwDQ3HV4q